# Incahuasibergen
Incahuasibergen (spanska: Cerros de Incahuasi) är ett bergmassiv med flera toppar i regionen Antofagasta i norra Chile. Den högsta toppen når över 5700 meter över havet.